# Almendralejo
Almendralejo est une ville de la province de Badajoz, de la communauté autonome d'Estrémadure en Espagne. Elle est située à 44 kilomètres au sud-est de Badajoz, sur la route principale et la ligne ferroviaire qui relie Mérida et Séville. Sa population est de 29 132 habitants (recensement de 2004).
La ville est connue comme la "ville du romantisme" pour avoir été le lieu de naissance de deux des principaux poètes espagnols de ce mouvement (voir ci-dessous).
Elle fut le théâtre de combats et d'un massacre commis par les franquistes. contre la population en août 1936 pendant la guerre d'Espagne.

## Sports

### Arrivées duTour d'Espagne
- 2006 :  Francisco Ventoso

## Monument
Le principal monument de la ville est l'Église de la Purification d'Almendralejo

## Personnages liés
- José de Espronceda (1808 - 1842), poète.
- Rafael Gordillo (1956), footballeur.
- Carolina Coronado (1821 - 1911), poétesse.